# Dwayne Allen
Dwayne Lamont Allen (* 24. února 1990, Fayetteville, Severní Karolína, USA) je hráč amerického fotbalu nastupující na pozici Tight enda za tým Indianapolis Colts v National Football League. Univerzitní fotbal hrál za Clemson University, poté byl vybrán ve třetím kole Draftu NFL 2012 týmem Indianapolis Colts.

## Mládí
Allen navštěvoval v místě svého narození Terry Sanford High School a hrál zde americký fotbal za tým Bulldogs; během této doby zaznamenal 68 zachycených přihrávek pro 1 257 yardů.

## Univerzitní fotbal
Pro pokračování své kariéry si Allen vybral Clemson University, za kterou hrál americký fotbal mezi roky 2008 až 2011. V sezóně 2009 ve čtrnácti zápasech zachytil 10 přihrávek pro 108 yardů a 3 touchdowny. O rok později to ve třinácti utkáních bylo již 33 zachycených přihrávek, 373 yardů, touchdown a za tyto výkony byl zvolen do druhého all-stars týmu konference ACC. Během prvních sedmi zápasů v sezóně 2011 si pak připsal 27 zachycených přihrávek pro 381 yardů a 4 touchdowny. 8. prosince 2011 pak za tyto výkony obdržel Cenu Johna Mackeyho pro nejlepšího univerzitního Tight enda a rovněž byl vybrán do prvního all-stars týmu konference ACC.

## Profesionální kariéra

### Draft NFL
Před Draftem 2012 byl Dwayne Allen považován za jednoho z nejkvalitnějších Tight endů v nabídce. Nakonec byl vybrán jako první hráč ve třetím kole (64. celkově) a zároveň jako druhý Tight end ze všech týmem Indianapolis Colts. Paradoxně první vybraný Tight end tohoto Draftu, Coby Fleener, zamířil do stejného týmu jako Allen.

### Sezóna 2012
I přesto, že byl v Draftu vybrán až za Fleenerem, do sezóny 2012 vstoupil Allen jako startující Tight end a tuto výsadu si udržel až do jejího konce. V šestnácti zápasech zaznamenal 45 zachycených přihrávek pro 521 yardů, 3 touchdowny a jeden fumble, a pomohl tak Colts a novému Quarterbackovi Andrewovi Luckovi k bilanci 11–5 a postupu do play-off. On sám se stal sedmým nejlepším nováčkem sezóny 2012 v počtu zachycených yardů (a to i z pozice Tight enda) a spolu s dalšími nováčky T.Y. Hiltonem, Coby Fleenerem, Vickem Ballardem a LaVon Brazillem nasbírali 3,108 yardů – nejvíc od sloučení NFL a AFL v roce 1970.

### Sezóna 2013
Allen měl být důležitou součástí útoku pod vedením nového ofenzivního koordinátora Pepa Hamiltona, ale po prvním utkání byl zapsán na seznam zraněných hráčů a do zbytku sezóny nezasáhl.

### Sezóna 2014
Colts přechází na systém se dvěma Tight endy a jedním z nich se stává i Allen. I přes drobná zranění nastoupí do třinácti zápasů (pokaždé jako startující hráč), zachytí 29 přihrávek pro 395 yardů a 8 touchdownů, a rovněž se stává hlavním blokařem běhové hry. První touchdown kariéry v play-off zaznamenává při vítězství Colts 24:13 nad Broncos 10. ledna 2015.

### Statistiky

#### Základní část
| Sezóna | Tým                | Zápasů | Zápasů | Zachycené přihrávky | Zachycené přihrávky | Zachycené přihrávky | Zachycené přihrávky | Zachycené přihrávky | Běhové pokusy | Běhové pokusy | Běhové pokusy | Běhové pokusy | Běhové pokusy | Fumbly | Fumbly |
| Sezóna | Tým                | GP     | GS     | Zach                | Yardy               | Prům                | Nejd                | TD                  | Pokusy        | Yardy         | Prům          | Nejd          | TD            | Fumbly | Ztrace |
| ------ | ------------------ | ------ | ------ | ------------------- | ------------------- | ------------------- | ------------------- | ------------------- | ------------- | ------------- | ------------- | ------------- | ------------- | ------ | ------ |
| 2012   | Indianapolis Colts | 16     | 16     | 45                  | 521                 | 11.6                | 40                  | 3                   | 3             | 5             | 1.7           | 3             | 0             | 1      | 0      |
| 2013   | Indianapolis Colts | 1      | 1      | 1                   | 20                  | 20.0                | 20T                 | 1                   | –             | –             | –             | –             | –             | –      | –      |
| 2014   | Indianapolis Colts | 13     | 13     | 29                  | 395                 | 13.6                | 41T                 | 8                   | –             | –             | –             | –             | –             | 1      | 0      |
|        | Celkem             | 28     | 28     | 75                  | 936                 | 12.5                | 41                  | 12                  | 3             | 5             | 1.7           | 3             | 0             | 2      | 0      |

#### Play-off
| Sezóna | Tým                | Zápasů | Zápasů | Zachycené přihrávky | Zachycené přihrávky | Zachycené přihrávky | Zachycené přihrávky | Zachycené přihrávky | Běhové pokusy | Běhové pokusy | Běhové pokusy | Běhové pokusy | Běhové pokusy | Fumbly | Fumbly |
| Sezóna | Tým                | GP     | GS     | Zach                | Yardy               | Prům                | Nejd                | TD                  | Pokusy        | Yardy         | Prům          | Nejd          | TD            | Fumbly | Ztrace |
| ------ | ------------------ | ------ | ------ | ------------------- | ------------------- | ------------------- | ------------------- | ------------------- | ------------- | ------------- | ------------- | ------------- | ------------- | ------ | ------ |
| 2012   | Indianapolis Colts | 1      | 1      | 4                   | 51                  | 12.8                | 22                  | 0                   | –             | –             | –             | –             | –             | –      | –      |
| 2014   | Indianapolis Colts | 3      | 2      | 11                  | 90                  | 8.2                 | 18                  | 1                   | –             | –             | –             | –             | –             | –      | –      |
|        | Celkem             | 4      | 3      | 15                  | 141                 | 9.4                 | 22                  | 1                   | 0             | 0             | 0.0           | 0             | 0             | 0      | 0      |